# Adolf Halfeld
Adolf Friedrich Wilhelm Halfeld (geboren 14. September 1898 in Hannover; gestorben  23. November 1955 ebenda) war ein deutscher Journalist, Autor politischer Bücher und Chefredakteur der Hannoverschen Allgemeinen Zeitung (HAZ).

## Leben

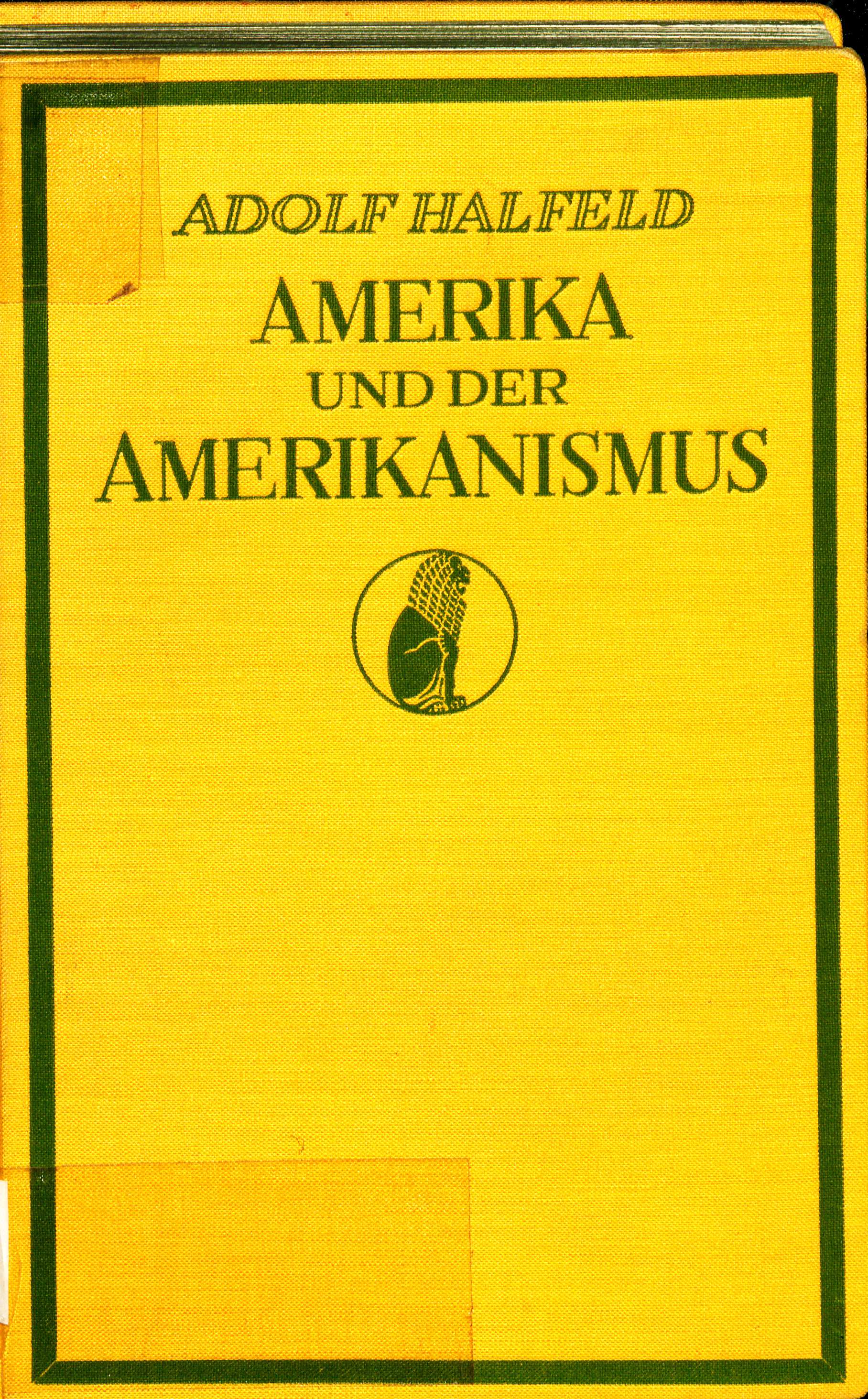
Amerika und der Amerikanismus (1927)

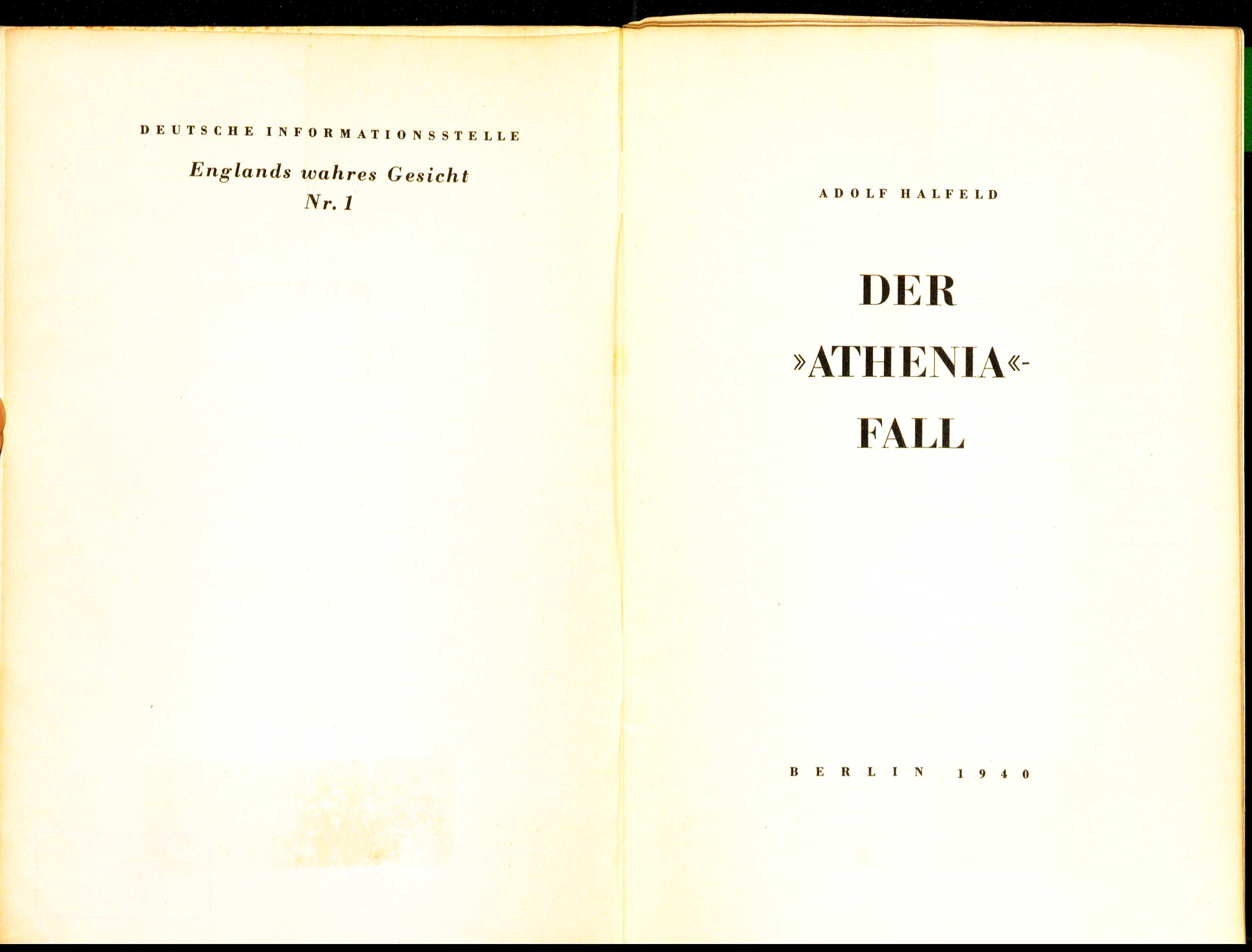
Der „Athenia“-Fall. Englands wahres Gesicht (1939)

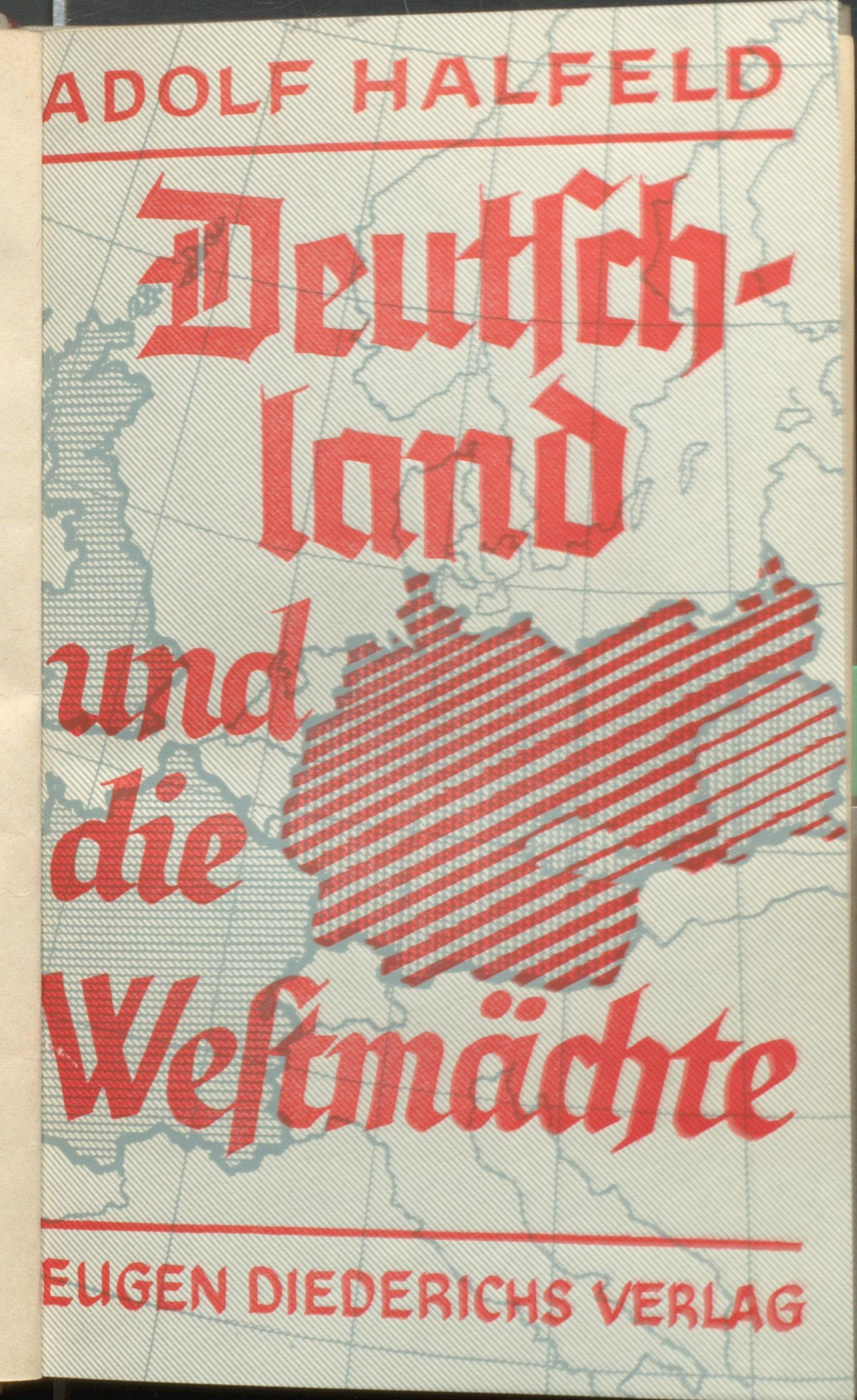
Deutschland und die Westmächte (1940)

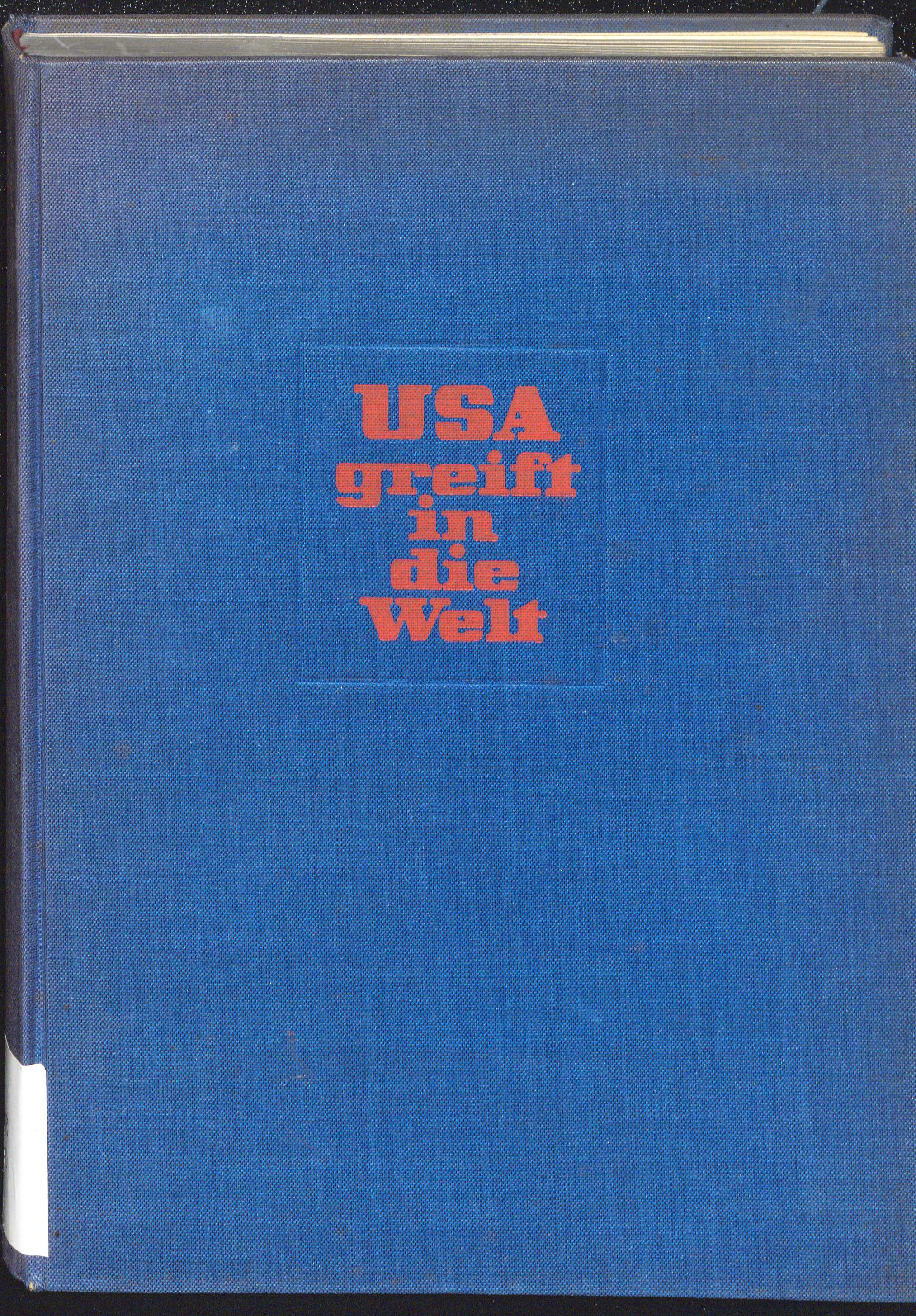
USA. greift in die Welt (1941)

Adolf Halfeld war Sohn eines Kaufmanns und machte 1917 das Abitur an der Leibnizschule Hannover. Er war seit 1916 Soldat im Ersten Weltkrieg und studierte ab dem Wintersemester 1918 Staatswissenschaften in Berlin, dann in Heidelberg und wurde 1921 in Hamburg mit einer Untersuchung über das Imkergewerbe im 17. und 18. Jahrhundert in den älteren hannoverschen Landesteilen bei Friedrich von Gottl-Ottlilienfeld promoviert. Er arbeitete ab 1924 als Auslandskorrespondent in den USA unter anderem für das Hamburger Fremdenblatt und die Münchner Neuesten Nachrichten. 1927 veröffentlichte er im Eugen Diederichs Verlag das Buch Amerika und der Amerikanismus, das bereits im Folgejahr eine zweite Auflage hatte und von der rechtskonservativen Presse lobend rezensiert wurde. Es gilt als einflussreiches Beispiel des zivilisationskritischen Antiamerikanismus. 1929 wechselte er für dieselben Zeitungen nach London.
Im Jahr 1932 kehrte Adolf Halfeld nach Deutschland zurück und übernahm nach der „Machtergreifung“ die Schriftleitung des Berliner Büros des Hamburger Fremdenblatts. Halfeld trat zum 1. Mai 1933 der NSDAP bei (Mitgliedsnummer 2.849.270). Spätestens 1943 wurde er Hauptschriftleiter der Zeitung. Halfeld wurde von der Presseabteilung des Reichsaußenministeriums zur „Mittwochsrunde“ wichtiger Berlinkorrespondenten der in- und ausländischen Presse hinzugezogen, er arbeitete bei der Zeitschrift Volk und Reich. Politische Monatshefte mit und schrieb für die Achsenzeitschrift Berlin Rom Tokio. Auch Reichspropagandaminister Joseph Goebbels hatte von ihm einen guten Eindruck, nachdem er Halfeld zu sich in kleiner Runde eingeladen hatte. Adolf Halfeld stellte sich in den Dienst der NS-Propaganda und schrieb für das Reichsaußenministerium die Propagandabroschüre Der „Athenia“-Fall, nachdem es kurz nach Kriegsbeginn am 3. September 1939 beim Untergang des Passagierschiffes Athenia 117 Tote, darunter 28 US-amerikanische Staatsbürger, gegeben hatte. Halfeld schob die Ursache für den Untergang des Schiffes auf eine britische Verschwörung: Die USA sollten mit dem Verlust US-amerikanischer Staatsbürger in den Krieg hineingezogen werden. Die Propagandaschrift wurde vom Reichsaußenministerium in die Sprachen der deutschen Verbündeten (Italien, Japan) und in Französisch, Englisch, Dänisch, Norwegisch und Schwedisch übersetzt.
Dem amerikanischen Präsidenten Franklin D. Roosevelt unterstellte er 1941 „Hemisphären-Imperialismus“ und ein „Streben nach alleiniger Beherrschung des gesamtamerikanischen Erdteils.“
Nach Kriegsende nutzte Halfeld seine Sprachkenntnisse und übersetzte Schriften von Victor Gollancz, Charles Terrasse, Vita Sackville-West, Douglas Woodruff sowie ein (posthumes) Buch über Mahatma Gandhi von George Catlin ins Deutsche. Im Jahr 1950 wurde Adolf Halfeld dann Chefredakteur der Hannoverschen Allgemeinen Zeitung (HAZ); er starb 1955.

## Schriften (Auswahl)
- Das Imkergewerbe im 17. und 18. Jahrhundert in den älteren hannoverschen Landesteilen, unter Berücksichtigung seiner Sonderstellung als geldwerbende Marktproduktion im Bauernhaushalt. Eine Untersuchung zur Wirtschaftsgeschichte Niedersachsens. Dissertationsschrift. o. O. 1921.
- Kulturen und Revolutionen. Europäische Gegenwartsfragen.  Dürr & Weber, Berlin 1924.
- Amerika und der Amerikanismus. E. Diederichs, Jena 1927.
- England – Verfall oder Aufstieg? Diederichs, Jena 1933.
- Der „Athenia“-Fall. Englands wahres Gesicht. Volk und Reich, Berlin 1939.
- Deutschland und die Westmächte. Diederichs, Jena 1940.
- USA greift in die Welt.  Broschek, Hamburg 1941.
- Die Zivilisation der Yankees. In: Friedrich Schönemann, Adolf Halfeld, Friedrich Kegel, Otto Koischwitz, Willy Gierlichs, Eduard Ahlswede, K. F. Hermann, Alexander Jason, Th. von Bippen (Hrsg.): Kultur in USA. Die Wirklichkeit eines Massenwahns. Junker und Dünnhaupt, Berlin 1943, S. 49–86.
- Douglas Woodruff: Platos amerikanische Republik. Englische Satire auf die USA. Herausgegeben und eingeleitet von Adolf Halfeld. Broschek, Hamburg 1943.